# Nazionale femminile di football americano degli Stati Uniti d'America
La nazionale di football americano femminile degli Stati Uniti d'America è la selezione maggiore femminile di football americano di USA Football che rappresenta gli Stati Uniti d'America nelle varie competizioni ufficiali o amichevoli riservate a squadre nazionali.
Nel 2017 USA Football è stata espulsa dalla fazione parigina di IFAF (ma non da quella newyorkese) e al suo posto è stata ammessa la USFAF, che gestisce la selezione "USA Eagles". Pertanto per le competizioni gestite dalle due fazioni esistono due diverse nazionali con uguale grado di ufficialità fino a risoluzione della scissione in seno a IFAF.

## Risultati
Legenda: Grassetto: Risultato migliore, Corsivo: Mancate partecipazioni

## Dettaglio stagioni

### Tornei

#### Mondiali
| Stagione | regular season | regular season | regular season | regular season | regular season | regular season | playoff | playoff | playoff | playoff | playoff | playoff     | playoff       |
|          | Vin            | Par            | Per            | Tot            | PF             | PS             | Vin     | Per     | Tot     | PF      | PS      | risultato   | avversaria    |
| -------- | -------------- | -------------- | -------------- | -------------- | -------------- | -------------- | ------- | ------- | ------- | ------- | ------- | ----------- | ------------- |
| 2010     | 2              | 0              | 0              | 2              | 135            | 0              | 1       | 0       | 1       | 62      | 0       | Campionesse | Canada        |
| 2013     | 2              | 0              | 0              | 2              | 191            | 7              | 1       | 0       | 1       | 64      | 0       | Campionesse | Canada        |
| 2017     | 2              | 0              | 0              | 2              | 77             | 0              | 1       | 0       | 1       | 41      | 16      | Campionesse | Canada        |
| 2022     | -              | -              | -              | -              | -              | -              | 3       | 0       | 3       | 133     | 24      | Campionesse | Gran Bretagna |
| Totale   | 6              | 0              | 0              | 6              | 403            | 7              | 6       | 0       | 6       | 300     | 40      |             |               |

Fonte: americanfootballitalia.com

### Riepilogo partite disputate
| Anno           | Luogo     | Evento   | Fase del torneo  | Incontro                    | Risultato |
| 27 giugno 2010 | Stoccolma | Mondiale | Girone           | Stati Uniti - Austria       | 63 - 0    |
| 1º luglio 2010 | Stoccolma | Mondiale | Girone           | Stati Uniti - Finlandia     | 72 - 0    |
| 3 luglio 2010  | Stoccolma | Mondiale | Finale           | Stati Uniti - Canada        | 62 - 0    |
| 30 giugno 2013 | Vantaa    | Mondiale | Girone           | Stati Uniti - Svezia        | 84 - 0    |
| 4 luglio 2013  | Vantaa    | Mondiale | Girone           | Germania - Stati Uniti      | 7 - 107   |
| 6 luglio 2013  | Vantaa    | Mondiale | Finale           | Stati Uniti - Canada        | 64 - 0    |
| 24 giugno 2017 | Langley   | Mondiale | Girone           | Stati Uniti - Messico       | 29 - 0    |
| 27 giugno 2017 | Langley   | Mondiale | Girone           | Stati Uniti - Finlandia     | 48 - 0    |
| 30 giugno 2017 | Langley   | Mondiale | Finale           | Stati Uniti - Canada        | 41 - 16   |
| 30 luglio 2022 | Vantaa    | Mondiale | Quarti di finale | Stati Uniti - Germania      | 63 - 0    |
| 3 agosto 2022  | Vantaa    | Mondiale | Semifinale       | Stati Uniti - Finlandia     | 28 - 10   |
| 7 agosto 2022  | Vantaa    | Mondiale | Finale           | Stati Uniti - Gran Bretagna | 42 - 14   |

## Confronti con le altre Nazionali
Questi sono i saldi degli Stati Uniti nei confronti delle Nazionali incontrate.

### Saldo positivo
| Nazionale     | Giocate | Vinte | Pareggiate | Perse | PF  | PS | Ultima vittoria | Ultimo pari | Ultima sconfitta |
| ------------- | ------- | ----- | ---------- | ----- | --- | -- | --------------- | ----------- | ---------------- |
| Canada        | 3       | 3     | 0          | 0     | 167 | 16 | 2017            | -           | -                |
| Finlandia     | 3       | 3     | 0          | 0     | 148 | 10 | 2022            | -           | -                |
| Germania      | 2       | 2     | 0          | 0     | 170 | 7  | 2022            | -           | -                |
| Svezia        | 1       | 1     | 0          | 0     | 84  | 0  | 2013            | -           | -                |
| Austria       | 1       | 1     | 0          | 0     | 63  | 0  | 2010            | -           | -                |
| Messico       | 1       | 1     | 0          | 0     | 29  | 0  | 2017            | -           | -                |
| Gran Bretagna | 1       | 1     | 0          | 0     | 42  | 14 | 2022            | -           | -                |

## Roster storici
| Roster della Germania - Mondiale 2022 |
| --- |
| Quarterback - 6 Tori Tucker - 8 Brittany Bushman - 11 Knengi Martin - 25/14 Lisa Horton Running Back - 4 D'Ajah Scott - 42/9 Adriana Gutierrez - 23 Hannah DeGraffinreed - 34 Gina Magana Wide Receiver - 15 Stephanie Pascual - 26 Kathryn Floor - 81 Maria Jackson - 3/82 Angela Baker - 87/85 Jana Meister Tight End - 45 Krishna Lee Offensive Linemen - 50 Ashley Beckham - 65 Tammie Moore - 66 Stephanie Jeffers - 69 Eboni Chambers - 74 Rachel May - 75 Hillary Crook - 76 Jennifer Gray - 78 Elizabeth Jenkins Defensive Linemen - 20 Shanice Cole - 25/36 Shatonya Spicer - 57 Leshaunte Bowman - 77 Ashley Branch - 91 Sheena Reed - 92 Quineshia Leonard Linebacker - 1 Satoria Bell - 5 Kira Whisonant - 12 Chantal Thacker - 16 Amber Craft - 44 Carla Odom - 70 Danielle Fournier Defensive Back - 2 Kristen London - 10 Sara Galica - 13 LaShantel Wilson - 14 Ta Shaun Leigh - 18 Mariette Martinez - 21 Chante Bonds - 22 Eshombi Singleton - 27 Darcy Leslie - 38 Clarissa Tullis - 41 Angie Wells Special Team - 7 Alaina Lange K/P Roster aggiornato al 19 novembre 2024 Coaching staff HC Callie Brownson · OC/QB Jimmy Farrell · DC/LB Stephanie Balochko · ST/DB Jeff Grybash · WR Fabien Bownes · RB Odessa Jenkins · OL Becky Worsham · DL John Johnson |